# Вайцзеккер, Эрнст Ульрих фон
Эрнст Ульрих фон Вайцзеккер (нем. Ernst Ulrich von Weizsäcker, 25 июня 1939 года, Цюрих, Швейцария) — немецкий учёный-физик и политик. С 2012 по 2018 год — со-председатель Римского клуба.

## Биография
Родился 25 июня 1939 года в Цюрихе. Сын физика и философа Карла фон Вайцзеккера (1912—2007) и племянник бывшего президента ФРГ Рихарда фон Вайцзеккера (1920—2015).
Окончив среднюю школу в Геттингене в 1958 году, Вайцзеккер изучал химию и физику в Гамбургском университете, получив диплом по физике в 1966 году. В 1968 году он получил докторскую степень во Фрайбургском университете под руководством Бернхарда Хассенштейна за диссертацию о восприятии формы пчелами.
С 1969 по 1972 год Вайцзеккер был научным руководителем в исследовательском центре Евангелической исследовательской группы в Гейдельберге. В 1972 году он принял приглашение возглавить кафедру биологии в Эссенском университете. С 1975 по 1980 год он был президентом Кассельского университета, в то время многопрофильного университета. В 1981 году он стал директором Центра ООН по науке и технологиям в Нью-Йорке, а с 1984 по 1991 год был директором Института европейской экологической политики. Основатель и президент (1991—2000 гг.) Вуппертальского института климата, окружающей среды и энергетики.
С января 2006 года по декабрь 2008 года он был деканом Школы наук об окружающей среде и менеджмента имени Брена в Калифорнийском университете в Санта-Барбаре. С тех пор он работает внештатным сотрудником в Эммендингене. В 2012 году он занял должность почетного профессора Фрайбургского Университета.
Вайцзеккер является членом СДПГ с 1966 года. С 1966 по 1968 год он был председателем Союза молодых социалистов во Фрайбурге-им-Брайсгау. С 1968 по 1972 и с 1999 по 2001 год он был членом исполнительного комитета СДПГ Баден-Вюртемберга. Между 1998 годом и 2005 годом был депутатом Бундестага (от округа Штутгарт-1). Был председателем Комитета Бундестага по окружающей среде. 
В 2002 году он был избран прямым голосованием в избирательном округе Штутгарт I. С марта 2000 года по октябрь 2002 года он был председателем Комиссии Энкета по глобализации мировой экономики — вызовам и ответам. С ноября 2002 года — председатель Комитета по охране окружающей среды, охраны природы и ядерной безопасности. Он не баллотировался на федеральных выборах 2005 года.
Член Римского клуба с 2001 года. В 2012 Вайцзеккер избран со-председателем Римского клуба, на шесть лет.
Почетный член Совета будущего мира.
Цитата: «Раньше заботились о защите природы, о среде обитания кондоров или о коралловых рифах. Позже появилась забота о качестве воздуха, воды и почвы».
Написал книги «Фактор Четыре. Запись — половина, отдача — двойная», «Фактор пять. Формула устойчивого роста», «Пределы приватизации».

## Личная жизнь
С 1969 года он женат на Кристине Радтке (род. 1944). У супругов родилось пять детей. Его старший сын Якоб фон Вайцзеккер (род. 1970), немецкий политик и бывший депутат Европарламента.

## Награды
- Командор ордена «За заслуги перед Федеративной Республикой Германия»[8] (2009).
- Премия «Адама Смита за рыночную политику в области охраны окружающей среды» (2011).
- Орден «За заслуги перед землёй Баден-Вюртемберг»[8] (2012).
- Премия «за охрану природы Баварии» (2015).
- Орден «За заслуги перед землёй Северный рейн-Вестфалия» (2021).